# Friande (Felgueiras)
Friande ist eine Gemeinde (Freguesia) im portugiesischen Kreis Felgueiras. In ihr leben 1750 Einwohner (Stand 19. April 2021).